# Řády, vyznamenání a medaile Konžské republiky

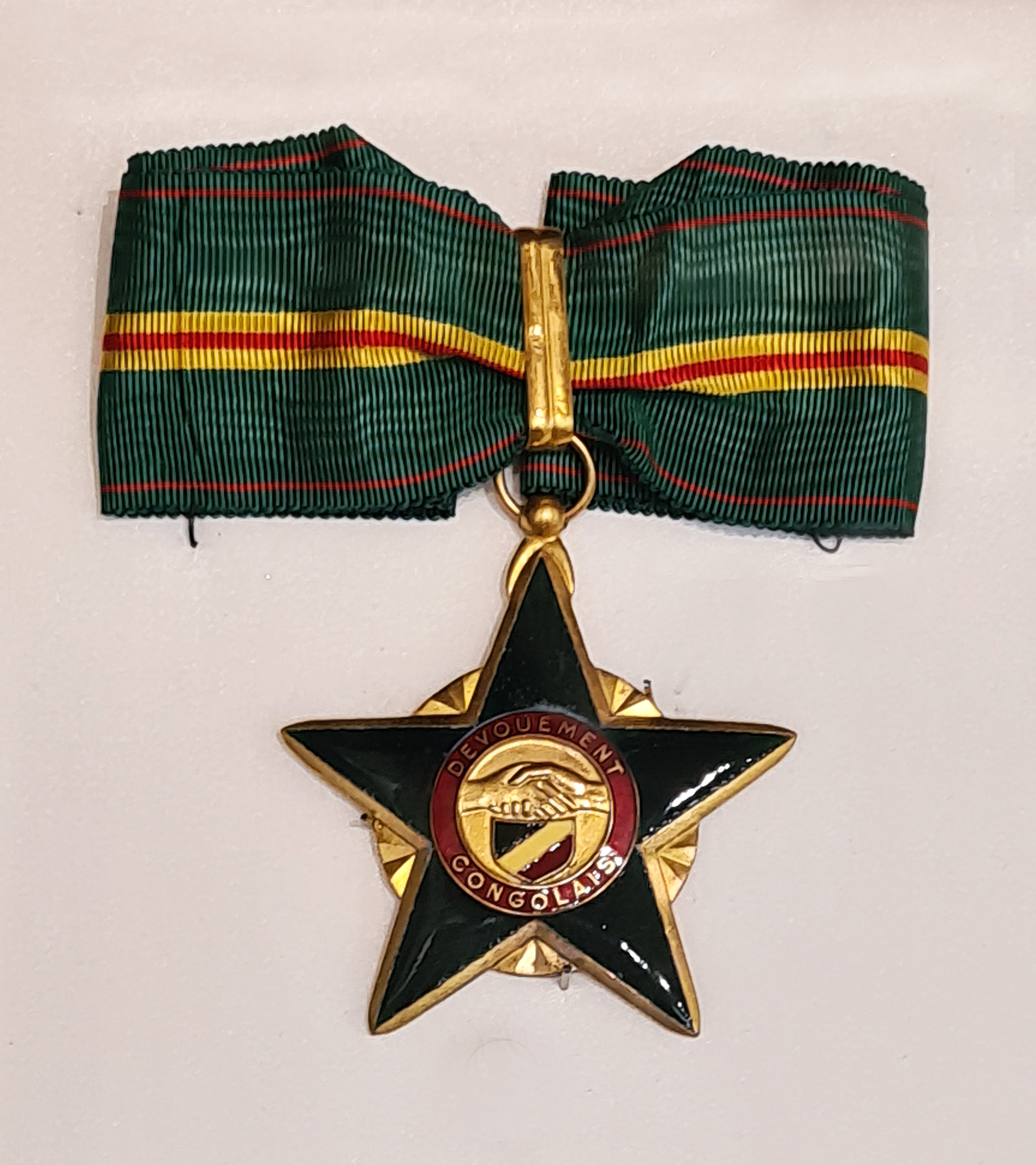
Řád konžské oddanosti, třída komtura

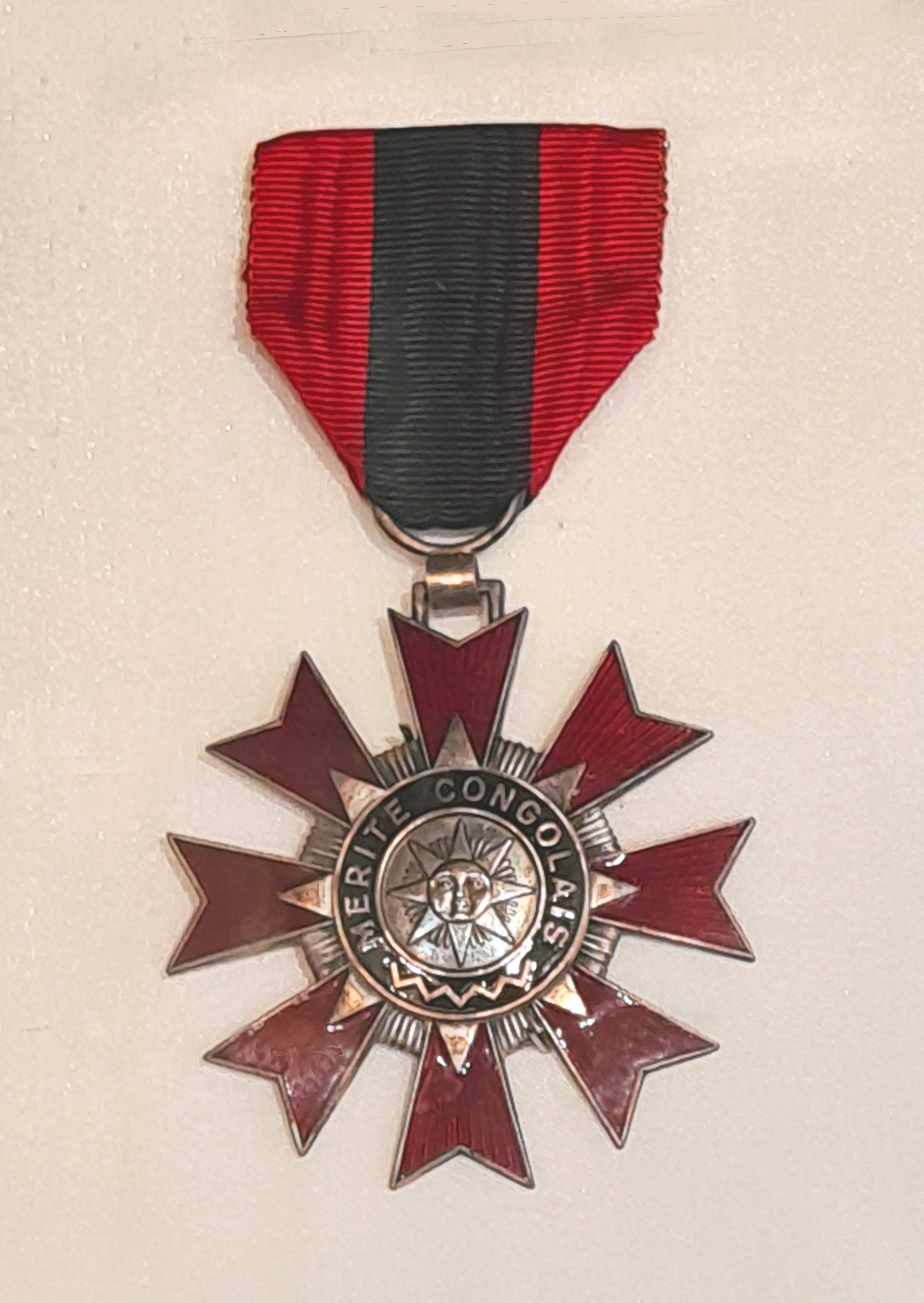
Konžský řád za zásluhy, třída rytíře

Státní vyznamenání Konžské republiky zahrnují následující civilní a vojenská vyznamenání:

## Velké kancléřství národních řádů
Velké kancléřství národních řádů je orgán odpovědný za správu čestných vyznamenání, erbů, vlajek a národních symbolů. Administrativně spadá pod vojenskou agendu prezidenta republiky, který je také velmistrem národních řádů.

## Vojenské i civilní vyznamenání
- Konžský řád za zásluhy byl založen 25. února 1959 premiérem Fulbertem Youlouem.[pozn. 1] Udílen je ve dvou divizích (vojenské a civilní) za vynikající činy nebo služby prokázané konžskému národu.[3][4] Každá z divizí je udílena v pěti třídách.[5]
- Medaile cti pro zraněné, zmrzačené a oběti války

## Civilní vyznamenání
- Řád konžské oddanosti byl založen 28. července 1960 premiérem Fulbertem Youlouem.[pozn. 2] Udílen je v pěti třídách za zásluhy v oblasti státní správy, politiky, ekonomiky, sociálních a kulturních záležitostí a za odvahu a obětavost při obraně národních zájmů.
- Medaile cti právnických profesí je udílena ve třech třídách.
- Medaile cti byla založena 28. července 1960 premiérem Fulbertem Youlouem. Udílena je ve třech třídách (zlaté, stříbrné a bronzové). Udílí se dvakrát ročně, 1. května ve Svátek práce a ve státní svátek 28. listopadu.[pozn. 3]
- Medaile cti za vědecký a technologický výzkum je udílena ve třech třídách.
- Medaile cti veřejného zdraví byla založena 16. června 1964.[pozn. 4] Udílena je ve třech třídách za služby poskytované v oblasti zdraví, hygieny a ochrany dětí.
- Řád za zásluhy v zemědělství je udílen ve třech třídách za úspěchy v oblasti rozvoje zemědělství.
- Řád za sportovní zásluhy je udílen ve třech třídách.
- Národní řád míru je udílen v pěti třídách.

## Vojenská vyznamenání
- Kříž za vojenskou statečnost
- Kříž za vojenskou chrabrost má podobu velké zlaté medaile o průměru 50 mm.
- Policejní medaile cti byla založena 27. června 1961. Udílena je v jediné třídě.[pozn. 5]

## Zaniklá vyznamenání
- Řád společníka revoluce bylo vyznamenání Konžské lidové republiky. Od 10. června 1991 již není nadále udílen.